# Фуше од Шартра
Фуше од Шартра (1059 - након 1127) је био средњовековни хроничар, учесник Првог крсташког рата у војсци Балдуина I Јерусалимског.

## Биографија
Рођен је 1059. године у Шартру. Детаљи о сабору у Клермону које Фуше наводи у свом делу сугеришу да је највероватније и сам био присутан када је папа Урбан 1095. године позвао крсташе на свети рат. Уколико није лично присуствовао, познавао је некога ко јесте (вероватно бискупа Иву од Шартра). Из Клермона је Фуше, са Стефаном од Блоа и Робертом Нормандијским, путовао преко јужне Француске и Италије до Византијског царства. Преко Барија је стигао у Цариград 1097. године. Тамо се прикључио армији Балдуина Бујонског кога је пратио и када се овај одвојио од главнине армије и преузео Торосу град Едесу. Након освајања Јерусалима 1099. године, Фуше и Балдуин посетили су свети град како би довршили своје ходочашће. Када је Балдуин постао јерусалимски краљ, Фуше је наставио да ради као његов капелан. Краљ је умро 1118. године. Од 1115. године је каноник Цркве Светог гроба. Последњи подаци о Фушеу су из 1127. године. Након тог датума се ништа више не зна о његовом животу. Детаљи о његовој смрти нису познати

## Хроника
Фуше је саставио хронику о Првом крсташком рату (GESTA FRANCORUM IHERUSALEM PEREGRINANTIUM - "Дела Франака који су походили Јерусалим") из три књига. Писао ју је у три наврата; 1101, 1106. и од 1124. до 1127. године. Фушеова хроника сматра се најбољим извором о Првом крсташком рату. Хроника садржи и говор папе Урбана на сабору у Клермону. Писање је започео најраније у касну јесен 1100. године или најкасније у пролеће 1101. године. Ова верзија завршена је око 1106. године. Писање је започео на наговор својих сапутника. Балдуин му је у Јерусалиму ставио писма и друга документа Јерусалимске краљевине на располагање. Прва књига Фушеове хронике описује припреме за Први крсташки рат, сабор у Клермону и рат до освајања Јерусалима и успостављања Јерусалимске краљевине од стране Готфрида Бујонског. У прву књигу спада и опис Цариграда. Друга књига описује дела Балдуина Јерусалимског који је 1100. године наследио свог брата на престолу. Трећи део хронике описује владавину Балдуина ле Буржа, следећег краља, све до 1127. године када је Јерусалим погодила куга током које је и Фуше наводно умро. 
Фушеову хронику користили су многи хроничари крсташких ратова, укључујући и Вилијама од Тира и Вилијама од Малмесберија. Хроника Фушеа од Шартра је већим делом тачна. Објављена је у француској едицији историјских извора, Patrologia Latina.